# Cyryl-Konstantyn
Cyryl-Konstantyn, także jako Konstantyn-Cyryl, cs. Rawnoapostolnyj Kiriłł, uczitiel Słowienskij (ur. ok. 826–828 w Tesalonice, zm. 14 lutego 869 w Rzymie) – jeden z braci sołuńskich, misjonarz, święty Kościoła katolickiego i Cerkwi prawosławnej.

## Życiorys
Urodził się w 826 albo 828 roku w Sołuniu i był młodszym bratem Metodego. Był synem oficera wojskowego Leona, a jego chrzcielne imię brzmiało Konstantyn. W wieku nastoletnim został wysłany do Konstantynopola, gdzie studiował wraz z synem cesarza Michała III. Pobierał nauki z zakresu literatury antycznej, filozofii, astronomii, matematyki i muzyki. Zrezygnował jednak z kariery urzędniczej, przyjął sakrament święceń i został chartofylaksem przy kościele Hagia Sophia. Niezadowolony z funkcji, udał się potajemnie do klasztoru nad Bosforem, gdzie został odnaleziony po pół roku. Uproszono go wówczas by objął katedrę filozofii greckiej i chrześcijańskiej w wyższej szkole cesarskiej (wówczas nadano mu pseudonim Filozof). Około 855 roku udał się do Bitynii i wstąpił do klasztoru, gdzie przebywał Metody.
W 860 roku obaj udali się do Chazarów, by rozstrzygnąć spór pomiędzy chrześcijanami, żydami i saracenami. Aby przygotować się do misji, bracia udali się do Chersonezu, gdzie Konstantyn nauczył się języka hebrajskiego i syryjskiego. Znaleźli tam również relikwie Klemensa Rzymskiego i zabrali je ze sobą. Po powrocie, na prośbę patriarchy Ignacego udali się na misję ewangelizacyjną do Bułgarii. Około 862 roku wysłannicy księcia Rościsława poprosili, by bracia sołuńscy przybyli na Morawy i wyznaczył Cyryla jako przywódcę misji. By ułatwić przyswojenie treści liturgicznych, Konstantyn postanowił opracować specjalne pismo (na bazie alfabetu greckiego), zwanego później głagolicą. Jeden z uczniów Metodego dodał później do tego majuskuły, dzięki czemu powstała cyrylica. Cyryl przełożył także Pismo Święte na język staro-cerkiewno-słowiański. Wobec rozwijającego się konfliktu z niemieckim duchowieństwem, po roku (albo trzech latach) bracia byli zmuszeni opuścić Państwo wielkomorawskie i udali się do Panonii, gdzie zostali przyjęci przez władcę – Kocela. Pół roku później przenieśli się do Wenecji, gdzie ich uczniowie mieli otrzymać święcenia kapłańskie. Zostali tam jednak przyjęci niechętnie, bowiem zarzucono im samowolne wprowadzenie liturgii słowiańskiej, co miało naruszać prawo trzech języków (t.zw. „herezja trzech języków”: hebrajskiego, łaciny i greki). Cyryl przekonywał, że nawet na Krzyżu Chrystusowym był napis trójjęzyczny, zatem próby ograniczenia języków liturgii nazwał herezją pilacjańską. Wobec tego obaj zostali wezwani przed oblicze Mikołaja I i oskarżeni o herezję, jednakże zanim dotarli do Rzymu, papież zmarł. Jego następca, Hadrian II przyjął braci serdecznie, nakazał udzielić święceń ich uczniom, a słowiańskie księgi liturgiczne złożyć pod ołtarzem Najświętszej Marii Panny. Przebywając w Rzymie, Konstantyn wstąpił do jednego z greckich klasztorów i w grudniu 868 roku przyjął zakonne imię Cyryl. Zmarł tamże 14 lutego 869 roku, powierzając Metodemu kontynuację ewangelizacji Słowian.

## Kult
W ikonografii Cyryl przedstawiany jest w todze profesora, trzymając księgę, zapisaną cyrylicą. Na prawosławnych ikonach jest niekiedy ukazywany, podobnie jak brat, w stroju biskupim, chociaż nigdy nie został na biskupa wyświęcony. Ich atrybutami są: zwój z cyrylicą, kielich, krzyż i księga. W 1980 roku zostali ogłoszeni współpatronami Europy, wraz z Benedyktem z Nursji. Ich wspomnienie liturgiczne obchodzone jest 14 lutego w Kościele katolickim i 11/24 maja w Cerkwi prawosławnej.

### Rosyjski Kościół Prawosławny
W Rosyjskiej Cerkwi Prawosławnej ożywienie kultu świętych Cyryla i Metodego miało miejsce w latach 1862–1863, gdy w Imperium Rosyjskim obchodzono tysiąclecie Rosji i tysiąclecie alfabetu słowiańskiego. Propagatorami kultu braci sołuńskich byli rosyjscy słowianofile, także w Cerkwi w 1860 roku pojawiła się inicjatywa, by dzień wspomnienia świętych braci obchodzić w szczególnie uroczysty sposób. Biskup smoleński Antoni napisał ku ich czci uroczyste nabożeństwo. W 1885 r. z inicjatywy Konstantina Pobiedonoscewa zorganizowano z ogromnym rozmachem cerkiewno-państwowe obchody ku czci tysiąclecia śmierci św. Metodego. Jednak poza szczególnymi dniami wspomnienia kult świętych Cyryla i Metodego w carskiej Rosji przygasał. Braci sołuńskich w Cerkwi rosyjskiej tytułuje się oświecicielami lub nauczycielami Słowian. Motywy światła i oświecenia dominują w poświęconych im tekstach liturgicznych. Zalicza się ich do kategorii świętych równych apostołom. W XXI w. w Rosji w dniu, gdy Cerkiew czci Cyryla i Metodego, ustanowione zostało święto słowiańskiego piśmiennictwa i kultury.